# Yusef Komunyakaa
Treść tego artykułu od 2021-08 należy opracować w taki sposób, aby nie uwypuklała nadmiernie polskiej specyfiki / aby nie zawężała się tylko do polskich warunków
 Po wyeliminowaniu niedoskonałości należy usunąć szablon [[Szablon:Dopracować|]] z tego artykułu.
Yusef Komunyakaa (ur. w 1947 w Bogalusie) – profesor na Uniwersytecie Princeton, mieszka w Nowym Jorku. 14 września 2005 roku wraz z Wisławą Szymborską oraz Edwardem Hirschem zamknął cykl spotkań amerykańsko-polskiej literatury organizowanych przez wydział polonistyki Uniwersytetu Jagiellońskiego. W drugiej połowie lat 80. zaczął zajmować się liryką, w międzyczasie pisywał również prozę publicystyczną – eseje, recenzje itp., którą w roku 2000 wydał. Zajmował się analizą muzyki jazzowej.
Z wierszy poety wyłania się świat zwielokrotnionej powierzchni, z pasją atakujący ludzkie zmysły swoją kalejdoskopowością, sycący się nicowaniem przeciwieństw, konfrontacją wysokiego z niskim, ułomności z perfekcją, rozkładu z siłami witalnymi, zaś podmiot jego wierszy, jak pisze krytyk Keith Leonard, wyrwany jest spod dyktatu eurocentrycznej perspektywy, żyjąc w nieustającej improwizacji.
Wielokrotnie został nagradzany i wyróżniany za swoje utwory epickie i poetyckie.
Poeta Janusz Szuber napisał wiersz pt. Do Yusefa Komunyaki, wydany w tomikach poezji pt. Czerteż z 2006 oraz pt. Pianie kogutów z 2008.

## Liryka
- New & Collected Poems 1975–1999 (2001)
- Talking Dirty to the Gods (2000)
- Thieves of Paradise (1998)
- New & Selected Poems 1977–1989 (1994)
- Magic City (1992)
- Dien Cai Dau (1988)
- I Apologize for the Eyes in my Head (1986)

## Proza
- Essays, Interviews & Commentaries (2000)